# Swissair-Flug 306
Der Flug SR 306 war ein Linienflug der Swissair von Zürich nach Rom mit einer Zwischenlandung in Genf. Bekannt wurde er, als am 4. September 1963 eine voll besetzte Caravelle der Swissair wenige Minuten nach dem Start rund 35 Kilometer von Zürich entfernt bei Dürrenäsch abstürzte.
Alle 80 Insassen kamen beim Absturz ums Leben. 43 davon kamen aus dem kleinen Dorf Humlikon, welches dadurch auf einen Schlag ein Fünftel seiner Einwohner verlor.

## Flugverlauf
Am Morgen des Unfallflugs lag über dem Flugplatz von Zürich dicker Nebel, was um diese Jahreszeit nicht ungewöhnlich ist. Die RVR (Pistensicht) auf der Piste 34, welche für den Start vorgesehen war, wurde mit 180 Meter angegeben. Die verlangte Mindestsichtweite für den Start der Caravelle betrug aber 400 Meter.
Um 7:04 Uhr Lokalzeit (6:04 UTC) erhielt das Flugzeug, eine Sud Aviation SE-210 Caravelle III mit dem Luftfahrzeugkennzeichen HB-ICV, die Rollerlaubnis. Um 7:05 Uhr meldete die Crew, dass sie einmal über die Piste und wieder zurück rollen würden, um die Sicht zu prüfen und gleichzeitig den Nebel zu verblasen. Der Start erfolgte um 7:13 Uhr von der Piste 34.
Um 7:20 Uhr erreichte die Caravelle eine Höhe von 2700 Metern, worauf sie wieder an Höhe zu verlieren begann und in eine leichte Linkskurve ging. Der Höhenverlust beschleunigte sich zunehmend. Um 7:21 Uhr wurde noch ein Notruf der Piloten empfangen und um 7:22 Uhr stürzte das Flugzeug in steilem Bahnneigungsflug und mit sehr hoher Geschwindigkeit am Ortsrand von Dürrenäsch in einen Acker.

## Opfer

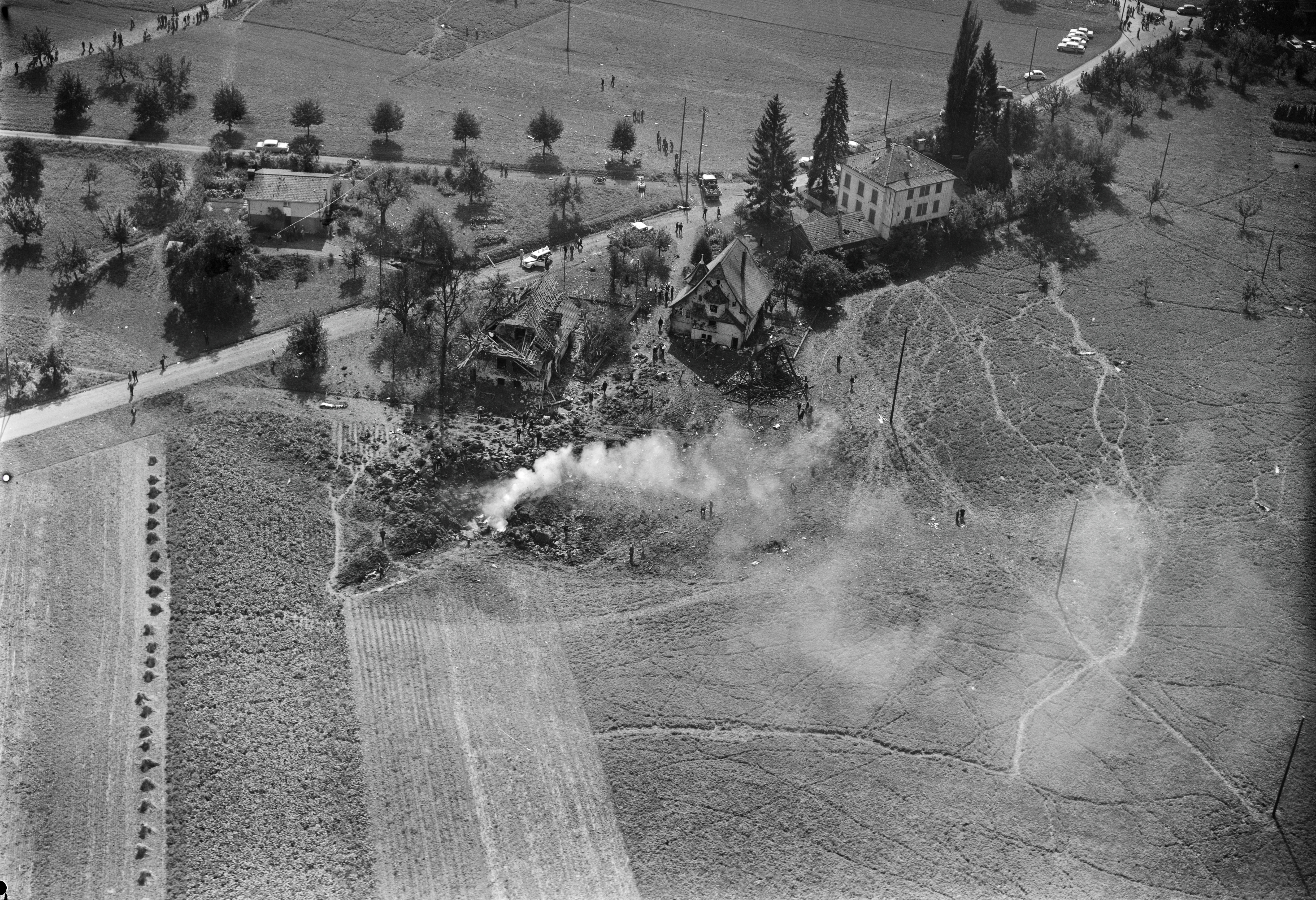
Die Absturzstelle bei Dürrenäsch

Alle 74 Passagiere und sechs Besatzungsmitglieder kamen ums Leben. Obwohl am Absturzort einige Häuser schwer beschädigt wurden, kam von den Bewohnern niemand zu Schaden.
Eine ganz besondere Bedeutung erhielt dieser Unfall durch den Umstand, dass 43 Passagiere aus dem Bauerndorf Humlikon kamen. Sie wollten eine landwirtschaftliche Versuchsanstalt in der Nähe von Genf besuchen, und für die meisten dieser Passagiere war es der erste Flug überhaupt. Humlikon hatte damals 217 Einwohner, es verlor also auf einen Schlag ein Fünftel der Einwohner.
Der Unfall hinterliess im Dorf 39 Vollwaisen und fünf Halbwaisen. In den meisten betroffenen Familien konnten die Grosseltern oder ältere Geschwister die Aufgaben der Eltern übernehmen, so dass nur sechs Kinder ihr Zuhause verlassen mussten, auch sie konnten aber bei nahen Verwandten untergebracht werden.
Unter den Opfern waren alle Gemeinderäte, alle Schulpfleger und der Posthalter. Da nach dem Unfall nur noch 52 stimmberechtigte Männer in Humlikon wohnten (damals waren in der Schweiz nur Männer stimmberechtigt oder berechtigt, ein Behördenamt auszuüben), war es nicht einfach, die notwendigen Ämter wieder zu besetzen, so dass vorübergehend der Kanton Zürich die Gemeindeführung kommissarisch übernehmen musste.
Zu der Zeit standen dringende Feldarbeiten an, für die nun nicht mehr genügend Arbeitskräfte zur Verfügung standen. Das Volkswirtschaftsdepartement des Kantons setzte für die Leitung der landwirtschaftlichen Arbeiten einen Ingenieuragronomen ein. Der Unfall rief in der ganzen Schweiz ein grosses Echo hervor, und täglich halfen 40 bis 70 Freiwillige aus allen Gegenden der Schweiz und sogar aus dem Ausland bei der Ernte. Mit 2000 Arbeitsstunden wurde  die Ernte zeitgerecht eingebracht, so dass die Felder wieder fristgerecht bestellt werden konnten. So wurden etwa 600 Tonnen Kartoffeln eingebracht und auch das Getreide gedroschen, alles noch ohne Erntemaschinen. Dennoch war die Weiterführung von 22 Bauernbetrieben gefährdet.
Aus Beiträgen des Kantons und zahlreichen Spenden aus dem In- und Ausland wurde ein Hilfsfonds von 250'000 Franken eingerichtet. Aus diesen Mitteln wurden Hilfskräfte und eine Dorfhelferin angestellt, ein Kindergarten eingerichtet und Waschmaschinen angeschafft, die im Gemeindehaus aufgestellt wurden. Ausserdem wurde ein Landmaschinenpark angeschafft, eine Maschinenhalle gebaut, eine Werkstatt eingerichtet und ein Maschinenfachmann angestellt. So konnten die meisten Betriebe weitergeführt werden.
Heute hat sich Humlikon vom Unfall weitgehend erholt. Die Maschinengemeinschaft und der Hilfsfonds bestehen noch heute. Ein Gedenkstein im Dorf erinnert an den Unfall von 1963.

## Absturzursache
Die Flugschreiber lieferten keine Hinweise zur Absturzursache. Mehrere Zeugen hatten aber den Absturz beobachtet. Sie sagten übereinstimmend aus, dass noch während des Flugs an der linken Flügelwurzel Flammen aus dem Flugzeug geschossen waren. Als dann an der Startposition Felgenteile der Caravelle und Spuren von Hydraulikflüssigkeit auf der Piste gefunden wurden, konnte die Absturzursache rekonstruiert werden.
Damals wurde vielerorts ein Verfahren angewandt, um bei Nebel vor dem Start die Piste «freizublasen». Dazu wurde das Flugzeug an der Startposition gewendet und bei angezogenen Bremsen die Triebwerke für 10 bis 15 Sekunden auf eine hohe Leistung gebracht. Durch den heissen Triebwerksstrahl wurde die Piste auf einer Länge von etwa 500–800 Metern kurzfristig vom Nebel befreit. Bei Windstille dauerte es in der Regel zwei bis fünf Minuten, bis sich der so erzeugte «Tunnel» wieder schloss, was für den Start ausreichte.
Da mit diesem Verfahren aber nur die ersten paar hundert Meter nebelfrei waren, verfeinerte man es bei der Swissair dahingehend, dass das Flugzeug über die Piste zur Startposition rollte (also einen sogenannten «Backtrack» machte), wobei es unterwegs mehrmals anhielt und die Triebwerke hochfuhr. So wurden gewissermassen mehrere nebelfreie Tunnel hintereinander gelegt. Da sich die Tunnel aber nach kurzer Zeit wieder schlossen, musste zwischen den einzelnen Halten mit erhöhter Geschwindigkeit gerollt werden. Also rollte man mit erhöhter Triebwerksleistung und regulierte die Geschwindigkeit mit den Radbremsen.
Es war zwar offensichtlich, dass dieses Verfahren die Radbremsen beanspruchte, aber es wurde davon ausgegangen, dass die Bremsen insgesamt nicht stärker beansprucht würden als durch eine Vollbremsung nach einer Landung und dass daher die für diesen Fall übliche Kontrolle der Felgentemperatur durch Handauflegen auch hier genüge. Präzise Messungen und Nachrechnungen wurden nicht vorgenommen. Das Verfahren wurde dem technischen Piloten der Swissair sowie mehreren Fluglehrern vorgelegt, und von keiner Seite wurden irgendwelche Bedenken geäussert. Die Aufsichtsbehörde und der Hersteller wurden nicht informiert, da man der Auffassung war, sich innerhalb der normalen Betriebsgrenzen zu bewegen.
Die entsprechende Verfahrensvorschrift wurde nun an alle Swissairpiloten verteilt. Die Vorschrift enthielt zwar den Hinweis, dass die Bremsen «vorsichtig» eingesetzt werden sollten, um ihre übermässige Erhitzung zu verhindern. Dieser Hinweis wurde aber nicht präzisiert.
Beim Unfallflug erhitzten sich während des Zurückrollens mit diesem Verfahren offenbar die Räder so stark, dass die Magnesiumfelgen ihre Festigkeit verloren und beim Wenden am Abflugpunkt mindestens jene Felge brach, deren Bruchstücke man später fand. Wahrscheinlich wurde dabei auch eine Hydraulikleitung beschädigt. Es konnte nicht mehr eruiert werden, ob sich bereits hier die auslaufende Hydraulikflüssigkeit entzündete. Jedenfalls wurden beim Einziehen des Fahrwerks Hydraulikleitungen, die durch den Fahrwerkschacht führten, beschädigt – entweder durch die Hitze oder mechanisch durch die defekte Felge – worauf sich die ausfliessende und damals noch leicht brennbare Hydraulikflüssigkeit an den heissen Bremsen entzündete. Dies führte zum vollständigen Ausfall der Hydraulik, wodurch das Flugzeug nicht mehr steuerbar war.

## Ähnliche Fälle
- Auf Propair-Flug 420 stürzte eine Fairchild Swearingen Metro ebenfalls nach einem durch Probleme mit den Fahrwerksbremsen verursachten Feuer ab.

## Dokumentation
- Helen Arnet: Das Trauma von Dürrenäsch , Sendung DOK, SRF 1 vom 5. September 2013